# Liste der Kulturdenkmale in Berlin-Marienfelde

Lage von Marienfelde in Berlin

In der Liste der Kulturdenkmale von Marienfelde sind die Kulturdenkmale des Berliner Ortsteils Marienfelde im Bezirk Tempelhof-Schöneberg aufgeführt.

## Denkmalbereiche (Ensembles)
| Nr.      | Lage | Offizielle Bezeichnung | Beschreibung                                                                     | Bild                                |
| -------- | --- | --- | -------------------------------------------------------------------------------- | ----------------------------------- |
| 09030118 | Alt-Marienfelde 1–50 Buckower Chaussee 80–84C Motzener Straße 2 Nahmitzer Damm 25–25A Säntisstraße 181–183 (Lage) | Dorfkern Marienfelde Gesamtanlage siehe: Alt-Marienfelde 17/21 Baudenkmale siehe: Alt-Marienfelde 2, 12/12A, 21A, 23, 24, 25, 26, 27, 28, 31, 35/37, 38, 41, 49, Dorfkirche Gartendenkmale siehe: Alt-Marienfelde 1–15, 25, Dorfanger | Weitere Bestandteile des Ensembles:                                              | Weitere Bestandteile des Ensembles: |
| 09030118 | Alt-Marienfelde 1–50 Buckower Chaussee 80–84C Motzener Straße 2 Nahmitzer Damm 25–25A Säntisstraße 181–183 (Lage) | Dorfkern Marienfelde Gesamtanlage siehe: Alt-Marienfelde 17/21 Baudenkmale siehe: Alt-Marienfelde 2, 12/12A, 21A, 23, 24, 25, 26, 27, 28, 31, 35/37, 38, 41, 49, Dorfkirche Gartendenkmale siehe: Alt-Marienfelde 1–15, 25, Dorfanger | 09030121 – Alt-Marienfelde 4, Wohnhaus, 1925–1926 von Emil Seffert               |                                     |
| 09030118 | Alt-Marienfelde 1–50 Buckower Chaussee 80–84C Motzener Straße 2 Nahmitzer Damm 25–25A Säntisstraße 181–183 (Lage) | Dorfkern Marienfelde Gesamtanlage siehe: Alt-Marienfelde 17/21 Baudenkmale siehe: Alt-Marienfelde 2, 12/12A, 21A, 23, 24, 25, 26, 27, 28, 31, 35/37, 38, 41, 49, Dorfkirche Gartendenkmale siehe: Alt-Marienfelde 1–15, 25, Dorfanger | 09030122 – Alt-Marienfelde 6, Wohnhaus, Vorgarten und Zaun, 1891                 |                                     |
| 09030118 | Alt-Marienfelde 1–50 Buckower Chaussee 80–84C Motzener Straße 2 Nahmitzer Damm 25–25A Säntisstraße 181–183 (Lage) | Dorfkern Marienfelde Gesamtanlage siehe: Alt-Marienfelde 17/21 Baudenkmale siehe: Alt-Marienfelde 2, 12/12A, 21A, 23, 24, 25, 26, 27, 28, 31, 35/37, 38, 41, 49, Dorfkirche Gartendenkmale siehe: Alt-Marienfelde 1–15, 25, Dorfanger | 09030123 – Alt-Marienfelde 10, Wohnhaus, 1935–1936 von Heinrich Baum             |                                     |
| 09030118 | Alt-Marienfelde 1–50 Buckower Chaussee 80–84C Motzener Straße 2 Nahmitzer Damm 25–25A Säntisstraße 181–183 (Lage) | Dorfkern Marienfelde Gesamtanlage siehe: Alt-Marienfelde 17/21 Baudenkmale siehe: Alt-Marienfelde 2, 12/12A, 21A, 23, 24, 25, 26, 27, 28, 31, 35/37, 38, 41, 49, Dorfkirche Gartendenkmale siehe: Alt-Marienfelde 1–15, 25, Dorfanger | 09030125 – Alt-Marienfelde 14, Wohnhaus                                          |                                     |
| 09030118 | Alt-Marienfelde 1–50 Buckower Chaussee 80–84C Motzener Straße 2 Nahmitzer Damm 25–25A Säntisstraße 181–183 (Lage) | Dorfkern Marienfelde Gesamtanlage siehe: Alt-Marienfelde 17/21 Baudenkmale siehe: Alt-Marienfelde 2, 12/12A, 21A, 23, 24, 25, 26, 27, 28, 31, 35/37, 38, 41, 49, Dorfkirche Gartendenkmale siehe: Alt-Marienfelde 1–15, 25, Dorfanger | 09030126 – Alt-Marienfelde 16, Wohnhaus, um 1850                                 |                                     |
| 09030118 | Alt-Marienfelde 1–50 Buckower Chaussee 80–84C Motzener Straße 2 Nahmitzer Damm 25–25A Säntisstraße 181–183 (Lage) | Dorfkern Marienfelde Gesamtanlage siehe: Alt-Marienfelde 17/21 Baudenkmale siehe: Alt-Marienfelde 2, 12/12A, 21A, 23, 24, 25, 26, 27, 28, 31, 35/37, 38, 41, 49, Dorfkirche Gartendenkmale siehe: Alt-Marienfelde 1–15, 25, Dorfanger | 09030128 – Alt-Marienfelde 18, Wohnhaus, um 1865                                 |                                     |
| 09030118 | Alt-Marienfelde 1–50 Buckower Chaussee 80–84C Motzener Straße 2 Nahmitzer Damm 25–25A Säntisstraße 181–183 (Lage) | Dorfkern Marienfelde Gesamtanlage siehe: Alt-Marienfelde 17/21 Baudenkmale siehe: Alt-Marienfelde 2, 12/12A, 21A, 23, 24, 25, 26, 27, 28, 31, 35/37, 38, 41, 49, Dorfkirche Gartendenkmale siehe: Alt-Marienfelde 1–15, 25, Dorfanger | 09075136 – Alt-Marienfelde 29, Wohnhaus                                          |                                     |
| 09030118 | Alt-Marienfelde 1–50 Buckower Chaussee 80–84C Motzener Straße 2 Nahmitzer Damm 25–25A Säntisstraße 181–183 (Lage) | Dorfkern Marienfelde Gesamtanlage siehe: Alt-Marienfelde 17/21 Baudenkmale siehe: Alt-Marienfelde 2, 12/12A, 21A, 23, 24, 25, 26, 27, 28, 31, 35/37, 38, 41, 49, Dorfkirche Gartendenkmale siehe: Alt-Marienfelde 1–15, 25, Dorfanger | Werkstattgebäude                                                                 |                                     |
| 09030118 | Alt-Marienfelde 1–50 Buckower Chaussee 80–84C Motzener Straße 2 Nahmitzer Damm 25–25A Säntisstraße 181–183 (Lage) | Dorfkern Marienfelde Gesamtanlage siehe: Alt-Marienfelde 17/21 Baudenkmale siehe: Alt-Marienfelde 2, 12/12A, 21A, 23, 24, 25, 26, 27, 28, 31, 35/37, 38, 41, 49, Dorfkirche Gartendenkmale siehe: Alt-Marienfelde 1–15, 25, Dorfanger | 09075137 – Alt-Marienfelde 31, Haus des Kaufmanns Hirsch, 1894–1895              |                                     |
| 09030118 | Alt-Marienfelde 1–50 Buckower Chaussee 80–84C Motzener Straße 2 Nahmitzer Damm 25–25A Säntisstraße 181–183 (Lage) | Dorfkern Marienfelde Gesamtanlage siehe: Alt-Marienfelde 17/21 Baudenkmale siehe: Alt-Marienfelde 2, 12/12A, 21A, 23, 24, 25, 26, 27, 28, 31, 35/37, 38, 41, 49, Dorfkirche Gartendenkmale siehe: Alt-Marienfelde 1–15, 25, Dorfanger | 09075138 – Alt-Marienfelde 33, Mietshaus, 1928–1929 von Ernst Schumann           |                                     |
| 09030118 | Alt-Marienfelde 1–50 Buckower Chaussee 80–84C Motzener Straße 2 Nahmitzer Damm 25–25A Säntisstraße 181–183 (Lage) | Dorfkern Marienfelde Gesamtanlage siehe: Alt-Marienfelde 17/21 Baudenkmale siehe: Alt-Marienfelde 2, 12/12A, 21A, 23, 24, 25, 26, 27, 28, 31, 35/37, 38, 41, 49, Dorfkirche Gartendenkmale siehe: Alt-Marienfelde 1–15, 25, Dorfanger | 09075140 – Alt-Marienfelde 36, Feuerwache, 1950–1953                             |                                     |
| 09030118 | Alt-Marienfelde 1–50 Buckower Chaussee 80–84C Motzener Straße 2 Nahmitzer Damm 25–25A Säntisstraße 181–183 (Lage) | Dorfkern Marienfelde Gesamtanlage siehe: Alt-Marienfelde 17/21 Baudenkmale siehe: Alt-Marienfelde 2, 12/12A, 21A, 23, 24, 25, 26, 27, 28, 31, 35/37, 38, 41, 49, Dorfkirche Gartendenkmale siehe: Alt-Marienfelde 1–15, 25, Dorfanger | 09075142 – Alt-Marienfelde 39, Wohnhaus, um 1850                                 |                                     |
| 09030118 | Alt-Marienfelde 1–50 Buckower Chaussee 80–84C Motzener Straße 2 Nahmitzer Damm 25–25A Säntisstraße 181–183 (Lage) | Dorfkern Marienfelde Gesamtanlage siehe: Alt-Marienfelde 17/21 Baudenkmale siehe: Alt-Marienfelde 2, 12/12A, 21A, 23, 24, 25, 26, 27, 28, 31, 35/37, 38, 41, 49, Dorfkirche Gartendenkmale siehe: Alt-Marienfelde 1–15, 25, Dorfanger | 09075143 – Alt-Marienfelde 40, Wohnhaus, um 1850                                 |                                     |
| 09030118 | Alt-Marienfelde 1–50 Buckower Chaussee 80–84C Motzener Straße 2 Nahmitzer Damm 25–25A Säntisstraße 181–183 (Lage) | Dorfkern Marienfelde Gesamtanlage siehe: Alt-Marienfelde 17/21 Baudenkmale siehe: Alt-Marienfelde 2, 12/12A, 21A, 23, 24, 25, 26, 27, 28, 31, 35/37, 38, 41, 49, Dorfkirche Gartendenkmale siehe: Alt-Marienfelde 1–15, 25, Dorfanger | 09075145 – Alt-Marienfelde 42, Wohnhaus, um 1850                                 |                                     |
| 09030118 | Alt-Marienfelde 1–50 Buckower Chaussee 80–84C Motzener Straße 2 Nahmitzer Damm 25–25A Säntisstraße 181–183 (Lage) | Dorfkern Marienfelde Gesamtanlage siehe: Alt-Marienfelde 17/21 Baudenkmale siehe: Alt-Marienfelde 2, 12/12A, 21A, 23, 24, 25, 26, 27, 28, 31, 35/37, 38, 41, 49, Dorfkirche Gartendenkmale siehe: Alt-Marienfelde 1–15, 25, Dorfanger | 09075146 – Alt-Marienfelde 43, Wohnhaus, um 1850                                 |                                     |
| 09030118 | Alt-Marienfelde 1–50 Buckower Chaussee 80–84C Motzener Straße 2 Nahmitzer Damm 25–25A Säntisstraße 181–183 (Lage) | Dorfkern Marienfelde Gesamtanlage siehe: Alt-Marienfelde 17/21 Baudenkmale siehe: Alt-Marienfelde 2, 12/12A, 21A, 23, 24, 25, 26, 27, 28, 31, 35/37, 38, 41, 49, Dorfkirche Gartendenkmale siehe: Alt-Marienfelde 1–15, 25, Dorfanger | 09075150 – Alt-Marienfelde 48/50, Gehöft, um 1860                                |                                     |
| 09030118 | Alt-Marienfelde 1–50 Buckower Chaussee 80–84C Motzener Straße 2 Nahmitzer Damm 25–25A Säntisstraße 181–183 (Lage) | Dorfkern Marienfelde Gesamtanlage siehe: Alt-Marienfelde 17/21 Baudenkmale siehe: Alt-Marienfelde 2, 12/12A, 21A, 23, 24, 25, 26, 27, 28, 31, 35/37, 38, 41, 49, Dorfkirche Gartendenkmale siehe: Alt-Marienfelde 1–15, 25, Dorfanger | 09075154 – Buckower Chaussee 80, Wohnhaus, 2. Hälfte 19. Jh.                     |                                     |
| 09030118 | Alt-Marienfelde 1–50 Buckower Chaussee 80–84C Motzener Straße 2 Nahmitzer Damm 25–25A Säntisstraße 181–183 (Lage) | Dorfkern Marienfelde Gesamtanlage siehe: Alt-Marienfelde 17/21 Baudenkmale siehe: Alt-Marienfelde 2, 12/12A, 21A, 23, 24, 25, 26, 27, 28, 31, 35/37, 38, 41, 49, Dorfkirche Gartendenkmale siehe: Alt-Marienfelde 1–15, 25, Dorfanger | 09075155 – Buckower Chaussee 81, Wohnhaus, 1889                                  |                                     |
| 09030118 | Alt-Marienfelde 1–50 Buckower Chaussee 80–84C Motzener Straße 2 Nahmitzer Damm 25–25A Säntisstraße 181–183 (Lage) | Dorfkern Marienfelde Gesamtanlage siehe: Alt-Marienfelde 17/21 Baudenkmale siehe: Alt-Marienfelde 2, 12/12A, 21A, 23, 24, 25, 26, 27, 28, 31, 35/37, 38, 41, 49, Dorfkirche Gartendenkmale siehe: Alt-Marienfelde 1–15, 25, Dorfanger | 09075156 – Buckower Chaussee 82, Wohnhaus                                        |                                     |
| 09030118 | Alt-Marienfelde 1–50 Buckower Chaussee 80–84C Motzener Straße 2 Nahmitzer Damm 25–25A Säntisstraße 181–183 (Lage) | Dorfkern Marienfelde Gesamtanlage siehe: Alt-Marienfelde 17/21 Baudenkmale siehe: Alt-Marienfelde 2, 12/12A, 21A, 23, 24, 25, 26, 27, 28, 31, 35/37, 38, 41, 49, Dorfkirche Gartendenkmale siehe: Alt-Marienfelde 1–15, 25, Dorfanger | 09075157 – Buckower Chaussee 83, Wohnhaus, 2. Hälfte 19. Jh.                     |                                     |
| 09030118 | Alt-Marienfelde 1–50 Buckower Chaussee 80–84C Motzener Straße 2 Nahmitzer Damm 25–25A Säntisstraße 181–183 (Lage) | Dorfkern Marienfelde Gesamtanlage siehe: Alt-Marienfelde 17/21 Baudenkmale siehe: Alt-Marienfelde 2, 12/12A, 21A, 23, 24, 25, 26, 27, 28, 31, 35/37, 38, 41, 49, Dorfkirche Gartendenkmale siehe: Alt-Marienfelde 1–15, 25, Dorfanger | 09075165 – Säntisstraße 181, Wohnhaus                                            |                                     |
| 09030118 | Alt-Marienfelde 1–50 Buckower Chaussee 80–84C Motzener Straße 2 Nahmitzer Damm 25–25A Säntisstraße 181–183 (Lage) | Dorfkern Marienfelde Gesamtanlage siehe: Alt-Marienfelde 17/21 Baudenkmale siehe: Alt-Marienfelde 2, 12/12A, 21A, 23, 24, 25, 26, 27, 28, 31, 35/37, 38, 41, 49, Dorfkirche Gartendenkmale siehe: Alt-Marienfelde 1–15, 25, Dorfanger | 09075166 – Säntisstraße 183, Wohnhaus                                            |                                     |
| 09030118 | Alt-Marienfelde 1–50 Buckower Chaussee 80–84C Motzener Straße 2 Nahmitzer Damm 25–25A Säntisstraße 181–183 (Lage) | Dorfkern Marienfelde Gesamtanlage siehe: Alt-Marienfelde 17/21 Baudenkmale siehe: Alt-Marienfelde 2, 12/12A, 21A, 23, 24, 25, 26, 27, 28, 31, 35/37, 38, 41, 49, Dorfkirche Gartendenkmale siehe: Alt-Marienfelde 1–15, 25, Dorfanger | Nicht konstituierende Bestandteile des Ensembles: Alt-Marienfelde 20, 44, 45, 46 |                                     |

## Denkmalbereiche (Gesamtanlagen)
| Nr.      | Lage                                                                                                 | Offizielle Bezeichnung                                          | Beschreibung                                                                                          | Bild |
| -------- | --- | --------------------------------------------------------------- | --- | ---- |
| 09030127 | Alt-Marienfelde 17/21 (Lage)                                                                         | Gut Marienfelde Bestandteil des Ensembles: Dorfkern Marienfelde | Gutshaus 1832, 1859 von Julius Hornitz, Umbau 1859/1871                                               |      |
| 09030127 | Alt-Marienfelde 17/21 (Lage)                                                                         | Gut Marienfelde Bestandteil des Ensembles: Dorfkern Marienfelde | Inspektorenhaus, 1889                                                                                 |      |
| 09030127 | Alt-Marienfelde 17/21 (Lage)                                                                         | Gut Marienfelde Bestandteil des Ensembles: Dorfkern Marienfelde | Amtshaus, vor 1832, Umbau 1871, 1930                                                                  |      |
| 09030127 | Alt-Marienfelde 17/21 (Lage)                                                                         | Gut Marienfelde Bestandteil des Ensembles: Dorfkern Marienfelde | Scheunenturm, vor 1864                                                                                |      |
| 09030127 | Alt-Marienfelde 17/21 (Lage)                                                                         | Gut Marienfelde Bestandteil des Ensembles: Dorfkern Marienfelde | Schafstall, vor 1864, Umbau 1903, 1921                                                                |      |
| 09030127 | Alt-Marienfelde 17/21 (Lage)                                                                         | Gut Marienfelde Bestandteil des Ensembles: Dorfkern Marienfelde | Pferdestall, 1871                                                                                     |      |
| 09030127 | Alt-Marienfelde 17/21 (Lage)                                                                         | Gut Marienfelde Bestandteil des Ensembles: Dorfkern Marienfelde | östliches Stallgebäude, 1898–1899                                                                     |      |
| 09030127 | Alt-Marienfelde 17/21 (Lage)                                                                         | Gut Marienfelde Bestandteil des Ensembles: Dorfkern Marienfelde | Einfriedung und Hoftoranlage                                                                          |      |
| 09012523 | Belßstraße 26A–H/36A–H Sonnenscheinpfad 1/67, 2/68 (Lage)                                            | Siedlung Mariengarten, dritter Bauabschnitt                     | 6 Reihenhäuserzeilen, 1932–1933 von Josef Bischof, Ernst und Günther Paulus                           |      |
| 09012523 | Belßstraße 26A–H/36A–H Sonnenscheinpfad 1/67, 2/68 (Lage)                                            | Siedlung Mariengarten, dritter Bauabschnitt                     | 6 Reihenhäuserzeilen entlang des Sonnenscheinpfads                                                    |      |
| 09075159 | Daimlerstraße 112–144 (Lage)                                                                         | Maschinenfabrik der Fritz-Werner AG                             | Hauptgebäude, 1915–1916, 1917, 1934 von Karl Stodieck                                                 |      |
| 09075159 | Daimlerstraße 112–144 (Lage)                                                                         | Maschinenfabrik der Fritz-Werner AG                             | Garage, 1916                                                                                          |      |
| 09075159 | Daimlerstraße 112–144 (Lage)                                                                         | Maschinenfabrik der Fritz-Werner AG                             | Tischlerei, 1916                                                                                      |      |
| 09075159 | Daimlerstraße 112–144 (Lage)                                                                         | Maschinenfabrik der Fritz-Werner AG                             | Härterei, 1917 von Karl Stodieck                                                                      |      |
| 09075159 | Daimlerstraße 112–144 (Lage)                                                                         | Maschinenfabrik der Fritz-Werner AG                             | Modellgebäude, 1916                                                                                   |      |
| 09075159 | Daimlerstraße 112–144 (Lage)                                                                         | Maschinenfabrik der Fritz-Werner AG                             | Pumpwerk, 1913                                                                                        |      |
| 09075159 | Daimlerstraße 112–144 (Lage)                                                                         | Maschinenfabrik der Fritz-Werner AG                             | Bad & Umkleidehalle, 1934–1942                                                                        |      |
| 09075159 | Daimlerstraße 112–144 (Lage)                                                                         | Maschinenfabrik der Fritz-Werner AG                             | Kantine, 1936 von Werner Albrecht                                                                     |      |
| 09075159 | Daimlerstraße 112–144 (Lage)                                                                         | Maschinenfabrik der Fritz-Werner AG                             | Große Kranbahn, 1937                                                                                  |      |
| 09075159 | Daimlerstraße 112–144 (Lage)                                                                         | Maschinenfabrik der Fritz-Werner AG                             | Pförtnerhaus, 1949 von Ernst Pfitzner                                                                 |      |
| 09075159 | Daimlerstraße 112–144 (Lage)                                                                         | Maschinenfabrik der Fritz-Werner AG                             | Schuppen, 1953                                                                                        |      |
| 09075159 | Daimlerstraße 112–144 (Lage)                                                                         | Maschinenfabrik der Fritz-Werner AG                             | Neue Härterei (Stahllager), 1969 von Werner Albrecht                                                  |      |
| 09075159 | Daimlerstraße 112–144 (Lage)                                                                         | Maschinenfabrik der Fritz-Werner AG                             | Transformatorenhaus, 1970 von Werner Albrecht                                                         |      |
| 09075159 | Daimlerstraße 112–144 (Lage)                                                                         | Maschinenfabrik der Fritz-Werner AG                             | Modellagerhalle, 1977 von Helmut Dahmen                                                               |      |
| 09075162 | Marienfelder Allee 32/60 Hranitzkystraße 19, 21–21A Kiepertstraße 9–12 Stegerwaldstraße 46/48 (Lage) | Siedlung Mariengarten, zweiter Bauabschnitt                     | 2 Wohnzeilen (Kiepertstraße), 1931 von Josef Bischof                                                  |      |
| 09075162 | Marienfelder Allee 32/60 Hranitzkystraße 19, 21–21A Kiepertstraße 9–12 Stegerwaldstraße 46/48 (Lage) | Siedlung Mariengarten, zweiter Bauabschnitt                     | 2 Wohnzeilen (Marienfelder Allee), 1931 von Josef Bischof                                             |      |
| 09097759 | Marienfelder Allee 66–80 Kaiserallee 36/44 (Lage)                                                    | Notaufnahmelager Marienfelde                                    | Verwaltungsgebäude (Erinnerungsstätte), 1952–1953 von der Senatsverwaltung für Bau- und Wohnungswesen |      |
| 09097759 | Marienfelder Allee 66–80 Kaiserallee 36/44 (Lage)                                                    | Notaufnahmelager Marienfelde                                    | 8 Zeilenbauten                                                                                        |      |
| 09097759 | Marienfelder Allee 66–80 Kaiserallee 36/44 (Lage)                                                    | Notaufnahmelager Marienfelde                                    | Laubenganghaus                                                                                        |      |
| 09097759 | Marienfelder Allee 66–80 Kaiserallee 36/44 (Lage)                                                    | Notaufnahmelager Marienfelde                                    | Haus mit Ladenzeilen                                                                                  |      |

## Baudenkmale
| Nr.      | Lage                                        | Offizielle Bezeichnung                                                                                      | Beschreibung                                                                                               | Bild |
| -------- | ------------------------------------------- | --- | --- | ---- |
| 09030119 | Alt-Marienfelde (Lage)                      | Dorfkirche Marienfelde Bestandteil des Ensembles: Dorfkern Marienfelde                                      | 1229, Umbau 1921 von Bruno Möhring (siehe auch Gartendenkmal Dorfkirchhof)                                 |      |
| 09030119 | Alt-Marienfelde (Lage)                      | Dorfkirche Marienfelde Bestandteil des Ensembles: Dorfkern Marienfelde                                      | Kircheninnenausbau                                                                                         |      |
| 09030120 | Alt-Marienfelde 2 Säntisstraße 182 (Lage)   | Bauernhof Bestandteil des Ensembles: Dorfkern Marienfelde                                                   | Wohnhaus, Vorgarten, Zaun und Einfahrtstor, 1899–1901 von Karl A. Schmidt und August Lau                   |      |
| 09030120 | Alt-Marienfelde 2 Säntisstraße 182 (Lage)   | Bauernhof Bestandteil des Ensembles: Dorfkern Marienfelde                                                   | Ställen |      |
| 09030120 | Alt-Marienfelde 2 Säntisstraße 182 (Lage)   | Bauernhof Bestandteil des Ensembles: Dorfkern Marienfelde                                                   | Scheune |      |
| 09030124 | Alt-Marienfelde 12/12A (Lage)               | Kossätenhaus Bestandteil des Ensembles: Dorfkern Marienfelde                                                | Ende 18. Jh., erweitert Mitte 19. Jh.                                                                      |      |
| 09030124 | Alt-Marienfelde 12/12A (Lage)               | Kossätenhaus Bestandteil des Ensembles: Dorfkern Marienfelde                                                | Scheune, 1867                                                                                              |      |
| 09030130 | Alt-Marienfelde 21A (Lage)                  | Wohnhaus mit Zaun Bestandteil des Ensembles: Dorfkern Marienfelde                                           | um 1850 |      |
| 09030131 | Alt-Marienfelde 23 (Lage)                   | Mietshaus mit Vorgarten und Zaun Bestandteil des Ensembles: Dorfkern Marienfelde                            | 1909 von Willy und Paul Kind                                                                               |      |
| 09030131 | Alt-Marienfelde 23 (Lage)                   | Mietshaus mit Vorgarten und Zaun Bestandteil des Ensembles: Dorfkern Marienfelde                            | Stall, 1907, Umbau 1928 von Ernst Teske                                                                    |      |
| 09030132 | Alt-Marienfelde 24 (Lage)                   | Bauernhof Bestandteil des Ensembles: Dorfkern Marienfelde                                                   | 1892 |      |
| 09030132 | Alt-Marienfelde 24 (Lage)                   | Bauernhof Bestandteil des Ensembles: Dorfkern Marienfelde                                                   | Stall, vor 1867, 1998 saniert                                                                              |      |
| 09030132 | Alt-Marienfelde 24 (Lage)                   | Bauernhof Bestandteil des Ensembles: Dorfkern Marienfelde                                                   | Scheune, 1905 von E. Eichelkraut und Otto Wuthe                                                            |      |
| 09030133 | Alt-Marienfelde 25 (Lage)                   | Bauernhaus mit Stall Bestandteil des Ensembles: Dorfkern Marienfelde                                        | um 1840, Umbau zur Villa mit Vorgarten und Zaun 1907 von Johann Quick (siehe auch Gartendenkmal Vorgarten) |      |
| 09030134 | Alt-Marienfelde 26 (Lage)                   | Mietshaus mit Vorgarten und Zaun Bestandteil des Ensembles: Dorfkern Marienfelde                            | 1901 von Johann Quick und E. Eichelkraut                                                                   |      |
| 09030135 | Alt-Marienfelde 27 (Lage)                   | Wohnhaus Bestandteil des Ensembles: Dorfkern Marienfelde                                                    | um 1820 |      |
| 09075135 | Alt-Marienfelde 28 (Lage)                   | Gasthof Zur Grünen Linde Bestandteil des Ensembles: Dorfkern Marienfelde                                    | um 1830, Umbau 1871–1872                                                                                   |      |
| 09075135 | Alt-Marienfelde 28 (Lage)                   | Gasthof Zur Grünen Linde Bestandteil des Ensembles: Dorfkern Marienfelde                                    | Wohnhaus                                                                                                   |      |
| 09075137 | Alt-Marienfelde 31 (Lage)                   | Mietshaus mit Vorgarten und Zaun, Haus des Kaufmanns Hirsch Bestandteil des Ensembles: Dorfkern Marienfelde | 1894–1895 von Carl Hübner                                                                                  |      |
| 09075139 | Alt-Marienfelde 35/37 (Lage)                | Gehöft mit Bauernhaus Bestandteil des Ensembles: Dorfkern Marienfelde                                       | Bauernhaus, um 1850, Umbau um 1890                                                                         |      |
| 09075139 | Alt-Marienfelde 35/37 (Lage)                | Gehöft mit Bauernhaus Bestandteil des Ensembles: Dorfkern Marienfelde                                       | Stall |      |
| 09075139 | Alt-Marienfelde 35/37 (Lage)                | Gehöft mit Bauernhaus Bestandteil des Ensembles: Dorfkern Marienfelde                                       | Remise & Waschküche, 1927 Gustav Lehmann                                                                   |      |
| 09075141 | Alt-Marienfelde 38 (Lage)                   | Wohnhaus mit Zaun Bestandteil des Ensembles: Dorfkern Marienfelde                                           | Mitte 18. Jh., Umbauten um 1785, um 1850, um 1860                                                          |      |
| 09075144 | Alt-Marienfelde 41 (Lage)                   | Mietshaus Bestandteil des Ensembles: Dorfkern Marienfelde                                                   | 1898–1899 von Nikolaus Andrzejewski                                                                        |      |
| 09075144 | Alt-Marienfelde 41 (Lage)                   | Mietshaus Bestandteil des Ensembles: Dorfkern Marienfelde                                                   | Schlachthaus, vor 1898, Wirtschaftsgebäude mit Kühlräumen, Eiskeller und Pferdeställe                      |      |
| 09075144 | Alt-Marienfelde 41 (Lage)                   | Mietshaus Bestandteil des Ensembles: Dorfkern Marienfelde                                                   | Waschküche, die Gesellenstube, Ställe und Abort                                                            |      |
| 09075151 | Alt-Marienfelde 49 (Lage)                   | Kossätenhaus Bestandteil des Ensembles: Dorfkern Marienfelde                                                | um 1830 |      |
| 09075153 | Bruno-Möhring-Straße 14B (Lage)             | Haus Möhring                                                                                                | 1904 von Bruno Möhring                                                                                     |      |
| 09075158 | Buckower Chaussee 104, 115–116 (Lage)       | Rheinmetall-Borsig AG, Rüstungsfabrik                                                                       | Verwaltungsbau, 1941–1943                                                                                  |      |
| 09075158 | Buckower Chaussee 104, 115–116 (Lage)       | Rheinmetall-Borsig AG, Rüstungsfabrik                                                                       | 3 Seitenflügel mit großflächiger Produktionshalle mit Sheddächern                                          |      |
| 09075158 | Buckower Chaussee 104, 115–116 (Lage)       | Rheinmetall-Borsig AG, Rüstungsfabrik                                                                       | Osthalle                                                                                                   |      |
| 09075152 | Daimlerstraße 97/111 Benzstraße 2/12 (Lage) | Fritz-Werner AG, Fabrik- und Verwaltungsgebäude                                                             | um 1938 |      |
| 09075160 | Emilienstraße 15/17 (Lage)                  | Haus Schippert                                                                                              | 1915–1916 von Bruno Möhring                                                                                |      |
| 09075161 | Malteserstraße 171A-F (Lage)                | Kloster Vom Guten Hirten                                                                                    | Kloster, 1903–1905 von Josef Lückerath                                                                     |      |
| 09075161 | Malteserstraße 171A-F (Lage)                | Kloster Vom Guten Hirten                                                                                    | 4 Wohnblöcke                                                                                               |      |
| 09075161 | Malteserstraße 171A-F (Lage)                | Kloster Vom Guten Hirten                                                                                    | Sakristei                                                                                                  |      |
| 09075163 | Marienfelder Allee 127 (Lage)               | Kapelle auf dem Kirchhof Marienfelde                                                                        | 1927–1928 von Bruno Möhring (siehe auch Gartendenkmal Kirchhof Marienfelde)                                |      |
| 09046378 | Marienfelder Allee 173/179 (Lage)           | Familienhaus                                                                                                | 1908–1909 von Blume                                                                                        |      |
| 09046378 | Marienfelder Allee 173/179 (Lage)           | Familienhaus                                                                                                | 2 Stallgebäude                                                                                             |      |

## Gartendenkmale
| Nr.      | Lage                                       | Offizielle Bezeichnung                                                     | Beschreibung | Bild |
| -------- | ------------------------------------------ | -------------------------------------------------------------------------- | --- | --- |
| 09046261 | Alt-Marienfelde (Lage)                     | Dorfanger und Dorfkirchhof Bestandteil des Ensembles: Dorfkern Marienfelde | Dorfanger, ab 1229, nach 1844, 1929 und 1945 verändert, 1990 wiederhergestellt (siehe auch Baudenkmal Dorfkirche)                     | |
| 09046261 | Alt-Marienfelde (Lage)                     | Dorfanger und Dorfkirchhof Bestandteil des Ensembles: Dorfkern Marienfelde | Dorfkirchhof | |
| 09046263 | Alt-Marienfelde 1–15 Nahmitzer Damm (Lage) | Gutspark Marienfelde Bestandteil des Ensembles: Dorfkern Marienfelde       | Erstanlage ab 1844, Umgestaltungen nach 1892, 1994–1995 Wiederherstellung von Teilbereichen (siehe auch Gesamtanlage Gut Marienfelde) | Erstanlage ab 1844, Umgestaltungen nach 1892, 1994–1995 Wiederherstellung von Teilbereichen (siehe auch Gesamtanlage Gut Marienfelde) |
| 09046263 | Alt-Marienfelde 1–15 Nahmitzer Damm (Lage) | Gutspark Marienfelde Bestandteil des Ensembles: Dorfkern Marienfelde       | Blumengarten um 1906 | |
| 09046263 | Alt-Marienfelde 1–15 Nahmitzer Damm (Lage) | Gutspark Marienfelde Bestandteil des Ensembles: Dorfkern Marienfelde       | Öffentlicher Waldpark, 1933–1935 von Victor Huhn                                                                                      | |
| 09046264 | Alt-Marienfelde 25 (Lage)                  | Vorgarten Bestandteil des Ensembles: Dorfkern Marienfelde                  | um 1907 (siehe auch Baudenkmal Alt-Marienfelde 25)                                                                                    | |
| 09046262 | Marienfelder Allee 127 (Lage)              | Grabstätten auf dem Kirchhof Marienfelde                                   | Bruno Möhring, um 1910 (siehe auch Baudenkmal Kapelle)                                                                                | |
| 09046262 | Marienfelder Allee 127 (Lage)              | Grabstätten auf dem Kirchhof Marienfelde                                   | Fritz Petsch, 1910 | |

## Ehemalige Denkmale
| Nr.       | Lage                         | Offizielle Bezeichnung | Beschreibung                                        | Bild |
| --------- | ---------------------------- | ---------------------- | --------------------------------------------------- | ---- |
| unbekannt | Richard-Tauber-Damm 6 (Lage) | Zwangsarbeiterbaracke  | um 1942; Abriss für Filiale einer Lebensmittelkette |      |